# Донецкий поселковый совет (Харьковская область)
Донецкий поселковый совет — входит в состав Балаклейского района Харьковской области Украины.
Административный центр поселкового совета находится в пгт Донец.

## История
- 1959 — дата образования.

## Населённые пункты совета
- пгт Донец
- село Дальняя Шебелинка
- село Копанка
- село Прогресс
- село Червоная Горка